# Hetesi Attila
Hetesi Attila (Kecskemét, 1970. február 16. –) magyar képzőművész.

## Életpályája
1988-1994 között Szirtes János, Szemethy Imre és Gaál József tanítványa volt. 1989-2005 között Koppenhágában, Salzburgban, Rotterdamban és New York-ban járt tanulmányúton.

## Kiállításai

### Egyéni kiállításai
- 1992 Lágymányosi Galéria, Budapest
- 1993 Fiatal Művészek Klubja, Budapest
- 1994 Bárczi Gusztáv Tanárképző Főiskola, Budapest
  - Görög Templom Kiállítóterem, Vác
  - Liget Galéria, Budapest
- 1995 Bercsényi Galéria, Budapest
- 1996 Fészek Művészklub, Herman Terem, Budapest
  - Vízivárosi Galéria, Budapest
  - Fiatal Művészek Klubja, Budapest
- 1997 Hidegzuhany Galéria, Tatabánya
- 1998 Liget Galéria, Budapest
- 1999 IMI Labor, Budapest
  - Fészek Galéria, Budapest
- 2000 SHRP Labor, Budapest
  - Városliget, Budapest
  - 1995 Bercsényi Galéria, Budapest
- 2002 Óbudai Társaskör Galéria, Budapest
- 2004 Aich Gallery, New York
- 2005 Bartók Galéria, Budapest
- 2008 Óbudai Társaskör Galéria, Budapest
- 2012 Bowie's Connection, Budapest
- 2014 Vajda Lajos Stúdió, Szentendre
- 2015 Folyamat köztéri szoborcsoport, Hevesi Sándor tér, Budapest
- 2016 Art9 Galéria, Budapest    
  - Szomszéd Bár, Gozsdu Udvar, Budapest

### Csoportos
- 1988 Ferenczy Kör kiállítása, I. Kerületi Művelődési Ház, Budapest
- 2000 1992 Űr című kiállítás, Vajda Lajos Pincegaléria, Szentendre
- 1993 Eötvös Gimnázium, Budapest
- 1994 Tasnádi-gyűjtemény, Bocskai Galéria, Budapest
- 1995 Art Expo, Budapest
  - Gallery by Night, Stúdió Galéria, Budapest
  - Sajnos kiállítás, Artpool, Budapest
  - Monászok, Idolumok II., Görög Templom Kiállítóterem, Vác
  - Nemzetközi Mail-Art kiállítás II., Vaszary Képtár, Kaposvár
- 1996 Art Expo, Budapest
- 1997 Tasnádi-gyűjtemény, Bocskai Galéria, Budapest
  - Duna Galéria, Budapest
  - III. Országos Pasztell Biennálé, Vármúzeum – Keresztény Múzeum, Esztergom
  - Thomas Bernhard project, Leiden, Hollandia
  - Nemzetközi Mail-Art kiállítás III., Vaszary Képtár, Kaposvár
- 1998 Nemzetközi Mail-Art kiállítás III., Újpesti Galéria, Budapest
  - Inkubátor Ház, Duna Galéria, Budapest
  - Ornamentika, Szombathelyi Képtár, Szombathely
  - Tendenciák, Marczibányi téri Művelődési Központ, Budapest
  - Belső rajz, Nádor Galéria, Budapest
- 2000 Változó másolatok, Francia Intézet, Budapest
- 2001 Feketén-fehéren, Műcsarnok, Budapest
  - A szobrászaton innen és túl, Műcsarnok, Budapest
  - MAOE ösztöndíjas kiállítás, Palme-ház, Budapest
- 2002 Budapest Fotó, Dorottya Galéria, Budapest
- 2003 Derkovits-ösztöndíjasok beszámoló kiállítása, Ernst Múzeum, Budapest
  - Derkovits-ösztöndíjasok beszámoló kiállítása, Kelet-Szlovákiai Galéria, Kassa
  - XVIII. Országos Kisplasztikai Biennále, Pécsi Galéria, Pécs
  - Plein-Art, Ráday utca, Budapest
  - Krém 2003, MEO Kortárs Művészeti Gyűjtemény, Budapest
- 2001 2004 Derkovits-ösztöndíjasok beszámoló kiállítása, Ernst Múzeum, Budapest
  - Mediafactory, Zsolnay Gyár, Pécs
- 2005 Derkovits-ösztöndíjasok beszámoló kiállítása, Ernst Múzeum, Budapest
  - Nyitott stúdiók, B.a.d. Foundation, Rotterdam
- 2006 Plein Art, Ráday utca, Erlin Galéria, Budapest
  - Pixel, Vam Design, Budapest
  - Landscape-Dichotomy, Dorottya Galéria, Budapest
  - Fiat Lux, Erlin Galéria, Budapest
- 2007 Plei Art, Ráday utca, Erlin Galéria, Budapest
  - Matrices, Duna Galéria, Budapest
- 2009 T.error című kiállítás, Hungarian Cultural Center, New York
- 2011 Megapixel 2, Palme Ház, Budapest
  - Új Szerzemények, Tragor Ignác Múzeum, Görög Templom Kiállítóterem, Vác
- 2012 Élő magyar festészet, Magyar Nemzeti Galéria, Budapest
  - Pasik és csajok éjszakája, Pesti Magyar Színház, Budapest
- 2013 Új Szerzemények, Tragor Ignác Múzeum, Görög Templom Kiállítóterem, Vác
- 2014 NKA kiállítás, Várkert Bazár, Budapest
- 2015 Festészet napja, Bálna, Budapest

## Művei
- Trash movie (2000)
- What it feels like for me (2002)
- Revolt 2 (2006)
- Red zone 9 (2009)
- Honey 3 (2014)

## Díjai
- Nemzeti Alapítvány ösztöndíja (1994)
- Fővárosi Önkormányzat Salzburgi ösztöndíja (2000)
- Derkovits Gyula képzőművészeti ösztöndíj (2002-2004)
- B.a.d. Foundation Rotterdami ösztöndíja (2005)